# Nicole de Hauteclocque
Pour les articles homonymes, voir Hauteclocque.
Nicole de Hauteclocque, née Nicole de Saint-Denis le 10 mars 1913 à Commercy (Meuse) et morte le 18 janvier 1993 dans le 15e arrondissement de Paris,, est une femme politique française. Elle a été députée gaulliste de Paris de 1962 à 1986, élue municipale du 15e arrondissement et première femme présidente du Conseil de Paris, de 1972 à 1973.

## Biographie
Née Nicole de Saint-Denis en 1913 dans la Meuse, fille d'un colonel d'active, elle entre dans la Résistance dès 1940, appartenant au réseau du colonel Rémy. Elle est décorée de la Croix de guerre (1939-1945) et de la Médaille de la Résistance. Elle avait épousé avant la guerre Pierre de Hauteclocque (cousin du maréchal Leclerc de Hauteclocque) dont elle devait divorcer.
Adhérente au Rassemblement du peuple français dès sa création, elle siège au Conseil de Paris pendant 42 ans, en assurant un an la présidence, de juin 1972 à juin 1973, devenant la première femme à exercer cette fonction. Élue du 15e arrondissement, elle bat Françoise Giroud lors des municipales de 1977.
En 1977, avec d'autres élus gaullistes, Jean Chérioux et Jacques Marette, elle facilite l'arrivée et l'élection de Jacques Chirac à la mairie de Paris.
Elle a été députée gaulliste (UNR puis RPR) de la 18e circonscription de Paris (1962-1986), puis sénatrice de Paris (1986-1993).
Le square Nicole-de-Hauteclocque, dans le nouveau quartier Dupleix du 15e arrondissement de Paris, porte son nom.

## Distinctions
- Croix de guerre 1939-1945[réf. nécessaire]
- Médaille de la Résistance française avec rosette (décret du 3 octobre 1946)[4],[5]